# Підземне будівництво

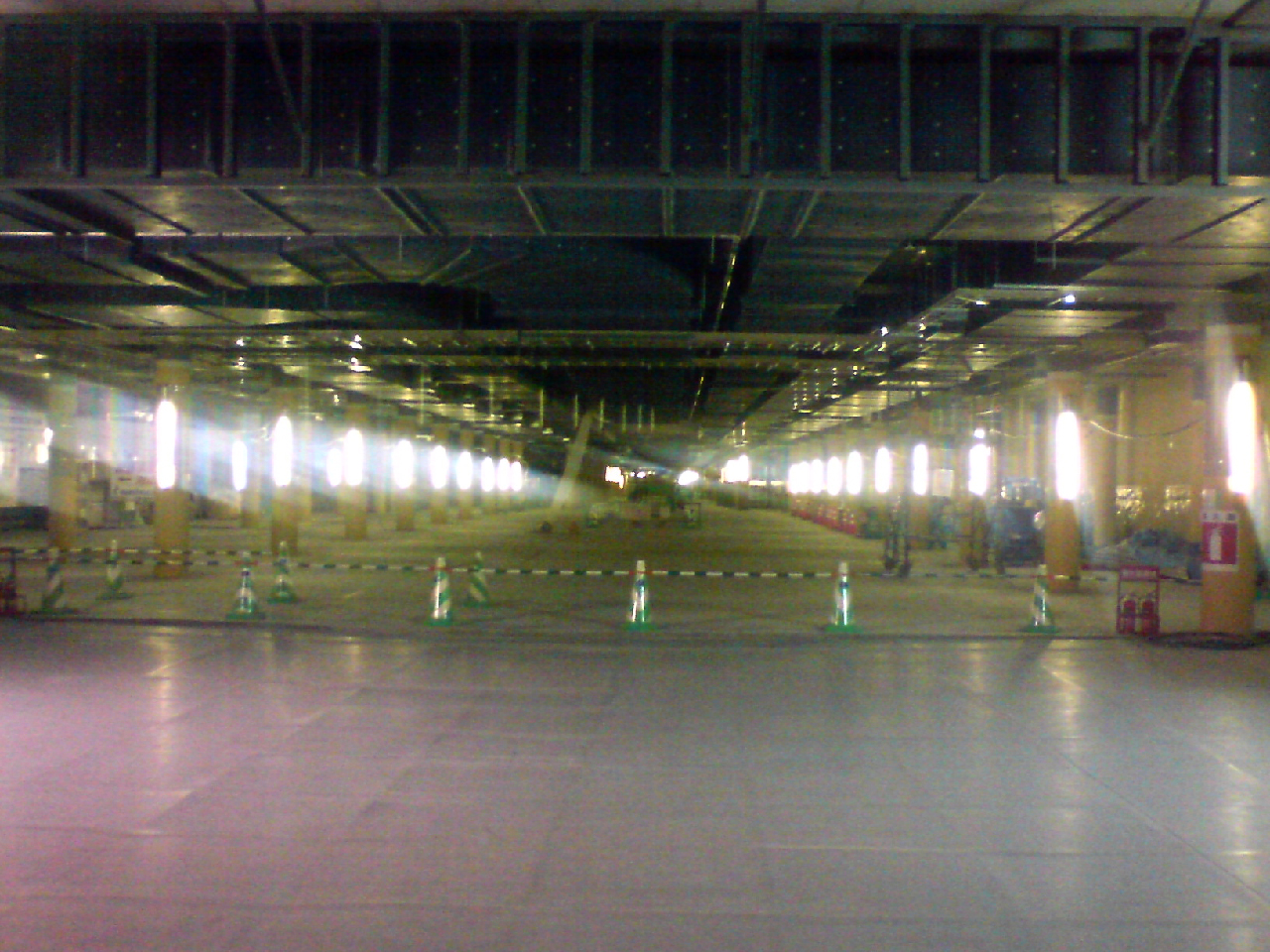
Підземне будівництво в Саппоро, Японія

Підземне будівництво стосується будівництва об'єктів промислового, культурного, оборонного та комунального призначення, які створюються під землею в масивах гірських порід (тунелів, шахти та рудники, камери, підземні переходи, сховища тощо) тощо. Підземним будівництвом також можуть вважатись елементи традиційного будівництва, які виконуються нижче поверхні.

## Історія
Будівельні майданчики неандертальців у Франції датовані 174 000 р. до н. е., що набагато раніше, ніж найдавніші пам'ятки людей. Людське підземне будівництво, ймовірно, почалося з доісторичних людей, що жили в печерах та хотіли розширити своє помешкання. Призначення багатьох стародавніх підземних споруд залишається загадкою, наприклад, ердшталей, які зустрічаються по всій Європі. Усі стародавні цивілізації практикували певну форму підземного будівництва, а деякі також практикували скельну (печерну) архітектуру. У ранніх міських центрах підземні простори служили місцями поховання, забезпечували захист від загарбників і застосовувались для ранніх форм комунального господарства.
Перше відоме використання пороху в підземному будівництві відбулося у Франції в 1681 році. Винахід динаміту, парових і пневмодрилів у XVIII столітті зробив революцію в галузі. У XIX столітті були впроваджені інновації в технології щитового проходження тунелів, які зробили підземне будівництво в ґрунті безпечнішим. В міру урбанізації країн масштаби підземного міського будівництва значно зросли, оскільки розширення міст потребувало покращення каналізації, громадського водопостачання, метро та підземних комерційних споруд. Наприкінці XX-го і на початку XXI-го століття досягнення в галузі автоматизації та геотехніки дозволили збільшити амбіції та масштаби проектів підземного будівництва.
Археологічні дослідження у великих містах часто також потребують використання методів підземного будівництва, оскільки розкопки необхідно проводити без порушення існуючих будівель на місці. Підземні музеї були створені для збереження історичних споруд в місці знаходження і без пошкодження часто історично важливих будівель, побудованих над знахідкою. Археологічні пам'ятки також часто виявляють власне під час підземного будівництва.

## Безпека та регулювання
Підземне будівництво має ряд унікальних ризиків і проблем, але має й багато спільного з традиційним (наземним) будівництвом і видобуванням корисних копалин. Підземні будівельники часто працюють в умовах недостатнього освітлення, в небезпечних просторах і піддаються високому ризику впливу забруднень, пожеж та вибухів.
У США Управління з охорони праці (OSHA) вперше затвердило спеціальні правила щодо підземного будівництва в 1971 році. OSHA регулює підземне будівництво компаніями та федеральними агентствами, але не регулює діяльність підземного будівництва, пов'язану з видобуванням корисних копалин.
Підземне будівництво є однією з найнебезпечніших галузей у світі, але з часом ситуація покращується — більшою мірою завдяки автоматизації найбільш небезпечних робіт та технологічних процесів.

## Тунелебудування

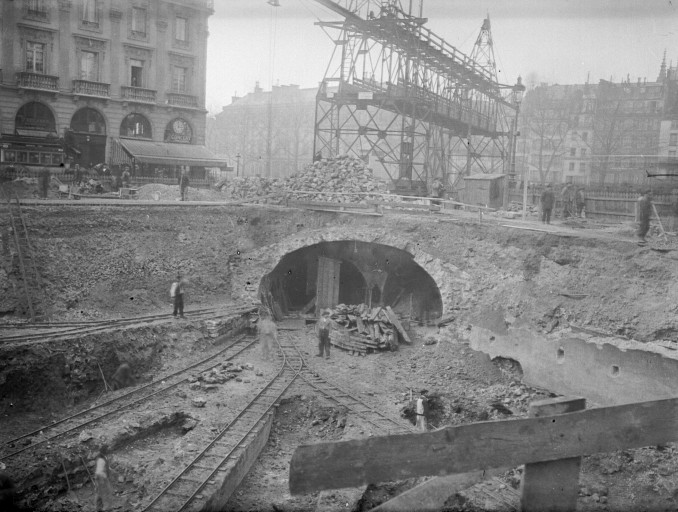
Будівництво Паризького метро у Франції

Тунелі є найпоширенішими штучними підземними спорудами. Їх споруджували різними засобами з доісторічних часів.

## Військове будівництво
Історично різноманітні фортифікаційні споруди були або підземними, або частково підземними (заглибленими). Сучасні підземні військові об'єкти (в першу чергу, призначені для протидії атаці з повітря) з'явилися під час Другої світової війни та відповідного довоєнного періоду. Протягом останніх років Другої світової війни нацистська Німеччина перевела значну частину своєї військової промисловості під землю. Нацисти використовували військовополонених і рабську працю для будівництва своїх підземних споруд, і велика кількість людей загинула під час будівництва.
Холодна війна призвела до створення двох нових типів підземних структур: ядерні держави побудували шахтні ракетні пускові установки, а всі супердержави побудували захисні бункери для свого керівництва та зберігання критичних запасів (наприклад, комплекс NORAD у горі Шаєнн, Метро-2).